# Pegomya depressiventris
Pegomya depressiventris är en tvåvingeart som först beskrevs av Zetterstedt 1845.  Pegomya depressiventris ingår i släktet Pegomya och familjen blomsterflugor. Arten är reproducerande i Sverige. Inga underarter finns listade i Catalogue of Life.